# Парана (футболист)
Адемир де Баррос (порт.-браз. Ademir de Barros; 21 марта 1942, Камбара), более известный под именем Парана́ (порт.-браз. Paraná) — бразильский футболист, левый полузащитник.

## Карьера
Парана родился в семье футболиста Анисио Барроса, избранного лучшим игроком северной Параны в 1949 году. У него было шесть братьев и сестёр. С 9 лет он играл в местной команде, собранной из окрестных мальчишек. В 1954 году он с родителями переехал в Сорокабу, куда их пригласил брат отца Антониу для работы на льняной фабрике, мать Мария де Соуза Баррос работала горничной. С ранних лет Парана также работал, помогая родителям, трудясь в типографии местной газеты «O Cruzeiro do Sul». Он начал карьеру в местном клубе «Сан-Бенту», куда его порекомендовал главный редактор газеты Одаир Сансон. Но затем стал играть за фабричную команду Теба (сокращение от названия фабрики — Tecelagem Barbero), куда он устроился работать маляром. В 1959 году Аурелио Белотти, журналист «А Газета Эспортива» и друг его дяди, помог Паране пройти просмотр в «Коринтиансе». После просмотра матча в молодёжной команде, тренер сказал, что он им понравился, и чтобы он пришёл в их клуб. Когда Парана после душа дошёл до шкафчика, оказалось, что у него украли бутсы. Тогда молодой игрок собрал свои вещи и больше не приходил в клуб. В возрасте 17 лет Парана возвратился в «Сан-Бенту», подписав свой первый профессиональный контракт. В 1963 году он помог клубу впервые в истории выйти в высший дивизион чемпионата штата Сан-Паулу. В 1965 году, в своей последней встрече за клуб против «Прудентины», Парана совершил столь серьёзный фол, что сразу ушёл с поля, даже не дожидаясь реакции арбитра встречи.
17 февраля 1965 года Парана перешёл в «Сан-Паулу», где дебютировал 7 марта. При этом у футболиста было предложение от «Сантоса», искавшего замену Пепе, но его остановил звонок президента федерации футбола Сан-Паулу Жуаны Мендонсы Фалькао, сказавшего, что если он не подпишет контракт с «Сан-Паулу», то вообще нигде не будет играть. Полузащитник был игроком основы клуба, вплоть до 1970 года, когда он постепенно стал игроком, выходящим на поле со скамьи запасных, будучи вытесненным из состава Пиу. Однако в 1970 и 1971 годах футболист выиграл свои первые титулы чемпиона штата Сан-Паулу. Всего за «Сан-Паулу» футболист провёл 394 матча (196 побед, 97 ничьих и 101 поражение) и забил 40 голов. В 1973 году Парана перешёл в «Тирадентес», откуда в 1975 году перешёл в «Операрио». Затем он возвратился в штат Парана, где играл за «Колорадо» и «Лондрину». 22 августа 1976 года Парана забил первый гол в истории стадиона Кафе, реализовав пенальти в матче Лондрины с «Фламенго». Позже он вернулся в «Сан-Бенту», потом играл за «Франкану» и клуб «Барра-Бонита», где завершил игровую карьеру в 1980 году.
После завершения игровой карьеры, Парана получил высшее образование в области администрирования и физического воспитания. Он работал в мэрии Сорокабы в должности спортивного секретаря. Затем футбольным тренером в спортивной школе Сентре Эспортиво де Пиньейрос. В 2005 году он завещал своё тело для проведения научных исследований в медицинской школе Пук в Сорокабе: «Мне никогда не нравились похороны, поэтому я нашел способ насладиться своим телом после смерти. Я считаю, что какая-то её часть может оказаться полезной».

## Международная карьера
В составе сборной Бразилии Парана дебютировал 30 июня 1965 года в товарищеской игре со Швецией (2:1). Тогда он конкурировал за место в составе с Риналдо. 4 июня 1966 года Парана забил свой первый и единственный мяч за национальную команду, поразив ворота Перу. Всего за сборную страны он провёл 11 матчей.
Парана был в расширенном списке из 47 игроков, названных Висенте Феолой, для подготовки к участию в чемпионате мира. В результате остались 22 футболиста, среди которых был и Парана. На самом первенстве футболист сыграл один матч, 19 июля 1966 года против Португалии (1:3), эта встреча стала последней для него в футболке национальной команды. Во время подготовки к турниру, выбор Параны как одного из 22 футболистов, поехавших на мундиаль, был очень резко раскритикован влиятельным журналистом «Журнал ду Бразил» Олдемарио Тугиньо. Когда футболист уже возвратился на родину, он с ним повстречался. Олдемарио сказал ему, что Парана был лучшим на турнире. За это футболист ударил его по лицу. Чуть позже к нему подошёл Карлос Насименто, менеджер и руководитель отбора игроков в сборной, с вопросом: «Зачем ты это сделал?» Тогда Парана дал ему пощёчину. После чего, Насименто заявил, что полузащитник больше никогда не будет играть за национальную команду. Так и получилось, сам футболист заявлял позднее, что если бы не этот эпизод, то он бы поехал на чемпионат мира 1970 года в Мексику в качестве игрока стартового состава, вытеснив из него Ривелино.

## Международная статистика
| Матчи Параны за сборную Бразилии | Матчи Параны за сборную Бразилии | Матчи Параны за сборную Бразилии | Матчи Параны за сборную Бразилии | Матчи Параны за сборную Бразилии | Матчи Параны за сборную Бразилии | Матчи Параны за сборную Бразилии |
| -------------------------------- | -------------------------------- | -------------------------------- | -------------------------------- | -------------------------------- | -------------------------------- | -------------------------------- |
| №                                | Дата                             | Место проведения                 | Оппонент                         | Счёт                             | Голы                             | Турнир                           |
| 1                                | 30 июня 1965                     | Сольна                           | Швеция                           | 2:1                              | —                                | Товарищеский матч                |
| 2                                | 4 июля 1965                      | Москва                           | СССР                             | 3:0                              | —                                | Товарищеский матч                |
| 3                                | 21 ноября 1965                   | Рио-де-Жанейро                   | СССР                             | 2:2                              | —                                | Товарищеский матч                |
| 4                                | 1 мая 1966                       | Рио-де-Жанейро                   | Гаушу                            | 2:0                              | —                                | Товарищеский матч                |
| 5                                | 14 мая 1966                      | Рио-де-Жанейро                   | Уэльс                            | 3:1                              | —                                | Товарищеский матч                |
| 6                                | 19 мая 1966                      | Рио-де-Жанейро                   | Чили                             | 1:0                              | —                                | Товарищеский матч                |
| 7                                | 4 июня 1966                      | Сан-Паулу                        | Перу                             | 4:0                              | 1                                | Товарищеский матч                |
| 8                                | 8 июня 1966                      | Рио-де-Жанейро                   | Польша                           | 2:1                              | —                                | Товарищеский матч                |
| 9                                | 27 июня 1966                     | Отвидаберг                       | Отвидаберг                       | 8:2                              | —                                | Товарищеский матч                |
| 10                               | 30 июня 1966                     | Гётеборг                         | Швеция                           | 3:2                              | —                                | Товарищеский матч                |
| 11                               | 19 июля 1966                     | Ливерпуль                        | Португалия                       | 1:3                              | —                                | Чемпионат мира                   |

## Достижения
- Чемпион штата Сан-Паулу: 1970, 1971

## Личная жизнь
Парана женился в 1968 году на Дульсе де Оливейра Баррос. Она умерла в 2009 году в возрасте 59 лет. У них трое детей — Синтия, Сибеле и Жуниор.